# Дипломатические отношения дореволюционной России
| Государство                               | Уровень представительства | Местонахождение представительства |
| ----------------------------------------- | ------------------------- | --------------------------------- |
| Абиссиния (Эфиопия)                       | Миссия                    | Аддис-Абеба                       |
| Австро-Венгрия                            | Посольство                | Вена                              |
| Соединённые Штаты Америки                 | Посольство                | Вашингтон                         |
| Аргентинская Республика                   | Миссия                    | Буэнос-Айрес                      |
| Бавария                                   | Миссия                    | Мюнхен                            |
| Баден                                     | Миссия                    | Карлсруэ                          |
| Бельгия                                   | Миссия                    | Брюссель                          |
| Болгария                                  | Миссия                    | София                             |
| Бразильские Соединённые Штаты             | Миссия                    | Рио-де-Жанейро                    |
| Брауншвейг                                | Миссия                    | Брауншвейг                        |
| Бухара                                    | Политическое агентство    | Бухара                            |
| Великобритания                            | Посольство                | Лондон                            |
| Вюртемберг                                | Миссия                    | Штутгарт                          |
| Гамбург, Любек, Бремен                    | Миссия                    | Гамбург                           |
| Германская империя (ранее Пруссия)        | Посольство                | Берлин                            |
| Гессен                                    | Миссия                    | Дармштадт                         |
| Греция                                    | Миссия                    | Афины                             |
| Дания                                     | Миссия                    | Копенгаген                        |
| Египет                                    | Миссия                    | Каир                              |
| Испания                                   | Посольство                | Мадрид                            |
| Италия                                    | Посольство                | Рим                               |
| Китай                                     | Миссия                    | Пекин                             |
| Люксембург                                | Миссия                    | Люксембург                        |
| Марокко                                   | Миссия                    | Танжер                            |
| Мекленбург-Шверин – Мекленбург-Штрелиц    | Миссия                    | Шверин                            |
| Мексиканские Соединённые Штаты            | Миссия                    | Мехико                            |
| Нидерланды                                | Миссия                    | Гаага                             |
| Норвегия                                  | Миссия                    | Христиания                        |
| Ольденбург                                | Миссия                    | Ольденбург                        |
| Парагвайская Республика                   | Миссия                    | Асунсьон                          |
| Персия (Иран)                             | Миссия                    | Тегеран                           |
| Португалия                                | Миссия                    | Лиссабон                          |
| Румыния                                   | Миссия                    | Бухарест                          |
| Саксония                                  | Миссия                    | Дрезден                           |
| Саксен-Веймар-Эйзенах – Саксен-Альтенбург | Миссия                    | Веймар                            |
| Саксен-Кобург-Гота                        | Миссия                    | Гота                              |
| Святой Престол                            | Миссия                    | Рим                               |
| Сербия                                    | Миссия                    | Белград                           |
| Сиам (Таиланд)                            | Миссия                    | Бангкок                           |
| Османская империя                         | Посольство                | Константинополь                   |
| Уругвай (Восточная Республика)            | Миссия                    | Монтевидео                        |
| Франция                                   | Посольство                | Париж                             |
| Черногория                                | Миссия                    | Цетинье                           |
| Чилийская Республика                      | Миссия                    | Сантьяго                          |
| Швейцария                                 | Миссия                    | Берн                              |
| Швеция                                    | Миссия                    | Стокгольм                         |
| Японская империя                          | Посольство                | Токио                             |